# Bukkake
Bukkake (japansk ぶっかけ bukkake "sprøjte" eller "plaske") er en form for seksuel fetichisme der har sit udspring i Japan.
Selve fetichen handler om overdreven tilsølning af en kvinde med sæd og er en form for dominans.
Ved et bukkakeorgie vil et større antal mænd onanere og efter tur have udløsning typisk ud over en kvinde, og målet vil typisk være ansigtet.
Som i alle fetischismer kan der være variationer over temaet, herunder i antallet af deltagende mænd, i tilsølningsgraden eller i hvilke områder, der tilsøles.
Denne variant af pornografi menes at være opstået som følge af den japanske pornolovgivning, der forbyder at vise penetrering. Dette har tvunget filmproducenter til at opfinde nye emner, der kunne tilfredsstille publikum uden at bryde reglerne.